# Arquidiócesis de Rijeka
La arquidiócesis de Rijeka (en latín: Archidioecesis Fluminen(sis) y en croata: Riječka nadbiskupija) es una circunscripción eclesiástica latina de la Iglesia católica en Croacia, sede metropolitana de la provincia eclesiástica de Rijeka. La arquidiócesis tiene al arzobispo Ivan Devčić como su ordinario desde el 17 de noviembre de 2000. 

## Territorio y organización

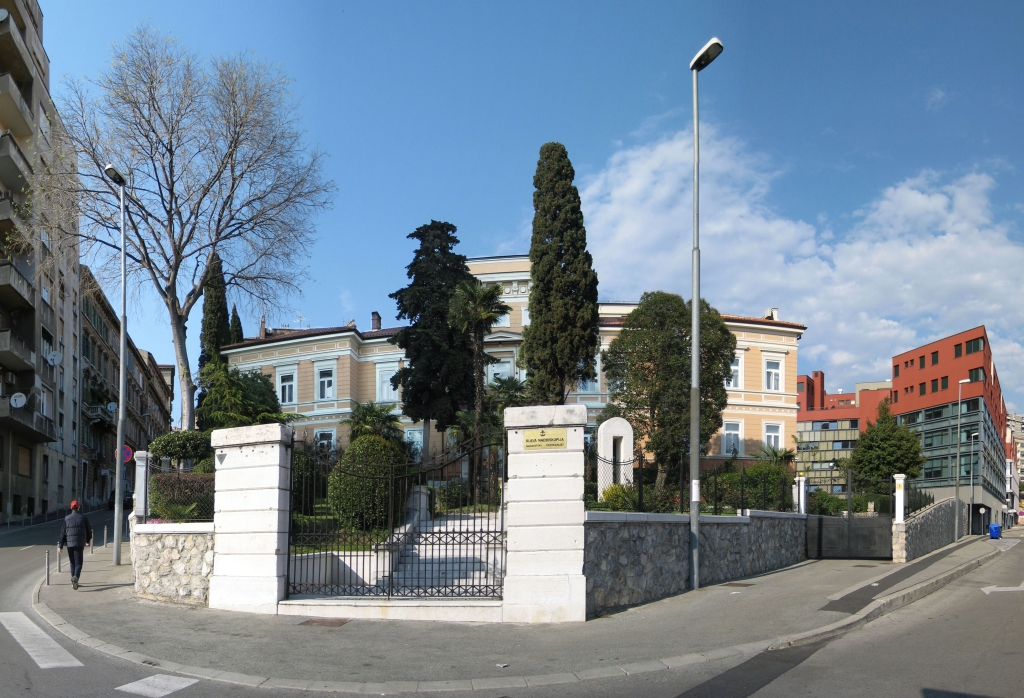
Palacio arzobispal

La arquidiócesis tiene 2580 km² y extiende su jurisdicción sobre los fieles católicos de rito latino residentes en casi toda la región litoral-montañosa, excepto las islas Kvarner del norte, que forman parte de la diócesis de Krk.
La sede de la arquidiócesis se encuentra en la ciudad de Rijeka, en donde se halla la Catedral de San Vito.
En 2020 en la arquidiócesis existían 90 parroquias.
La arquidiócesis tiene como sufragáneas a las diócesis de: Gospić-Senj, Poreč y Pula y Krk.

## Historia
La historia de la Iglesia de Rijeka coincide durante muchos siglos con la del archidiaconado, una institución que probablemente se remonta a los siglos XI-XII, pero cuyo testimonio documental se remonta al siglo XIV. El archidiácono tenía derecho a ejercer las funciones episcopales y cualquier acto de jurisdicción. Originariamente el archidiácono formaba parte de la diócesis de Pula, que a partir del siglo XVI limitó su poder apoyando al archidiácono con la figura del vicario.
En los siglos XVII y XVIII se produjeron conflictos entre el clero de Fiume (nombre en italiano de Rijeka, que tenía población mayoritariamente de habla italiana) y los obispos de Pula (Pola en italiano), a menudo provocados por tensiones políticas: Fiume era parte del Imperio austrohúngaro y Pola estaba sujeta a la República de Venecia. En 1751 Fiume pasó a formar parte de la provincia eclesiástica de Kalocsa. La emperatriz María Teresa I de Austria cedió la ciudad de Fiume al Reino de Hungría en 1776. Finalmente, el 16 de octubre de 1787 Fiume entró en la diócesis de Senj-Modruš, que al año siguiente se convirtió en sufragánea de la arquidiócesis de Liubliana y, habiendo regresado a la metrópolis de Kalocsa en 1807, entró definitivamente en la provincia eclesiástica de Zagreb el 11 de diciembre de 1852.
Luego de la Primera Guerra Mundial y la desintegración del Imperio austrohúngaro, Fiume/Rijeka fue disputada por el Reino de Italia, Hungría y el Reino de los Serbios, Croatas y Eslovenos. Tras los acontecimientos de 1919-1920 en los que se produjo la ocupación italiana de la ciudad, el 30 de abril de 1920 se erigió la administración apostólica de Fiume, incluida la ciudad y sus suburbios (el antiguo archidiaconado), con territorio tomado de la diócesis de Senj y Modruš. Con la firma del Tratado de Rapallo, Italia y el Reino de los Serbios, Croatas y Eslovenos reconocieron por consenso a Fiume como estado libre e independiente en forma de ciudad-estado llamado Estado Libre de Fiume.
Tras el Tratado de Roma firmado el 27 de enero de 1924, Italia anexionó la ciudad de Fiume y Yugoslavia recibió áreas circundantes. El 25 de abril de 1925 la administración apostólica fue elevada a diócesis en virtud de la bula Supremum pastorale del papa Pío XI. Se agregaron al territorio primitivo porciones tomadas de las diócesis de Trieste y Capodistria, de Liubliana y nuevamente de Senj y Modruš, para incluir toda la provincia de Carnaro.
En 1934 se expandió incorporando otra porción del territorio que pertenecía a la diócesis de Trieste.
Durante la Segunda Guerra Mundial el 3 de mayo de 1945 los partisanos yugoslavos ocuparon Fiume, expulsando a los ocupantes nazis. La ciudad fue cedida en 1947 a Yugoslavia tras el Tratado de París, con la expulsión de la población de origen italiano y fiumano. A partir de entonces, con la repoblación de Fiume pasó a ser la ciudad yugoslava de Rijeka.
El 27 de julio de 1969, como resultado de la bula Coetu instante del papa Pablo VI, la diócesis se unió a la antigua diócesis de Senj y fue elevada al rango de arquidiócesis metropolitana, tomando el nombre de arquidiócesis de Rijeka-Senj. La diócesis de Senj fue erigida en 1168 y en 1630 se unió a la diócesis de Modruš. A los arzobispos se les concedió el privilegio de añadir a su título el de obispos de Modruš.
El 17 de octubre de 1977, con la bula Prioribus saeculi del papa Pablo VI, cedió las parroquias que se encontraban en la República Socialista de Eslovenia a la diócesis de Koper.
El 25 de mayo de 2000 fue dividida en virtud de la bula Ad Christifidelium spirituali del papa Juan Pablo II, dando lugar a la actual arquidiócesis de Rijeka (decanatos: Bakar, Crikvenica, Delnice, Opatija y Rijeka) y a la diócesis de Gospić-Senj (decanatos: Gospić, Ogulin, Otočka, Senj y Slunj). Al mismo tiempo, Modruš se convirtió en diócesis titular.
El título de abadía de Santiago de Opatija fue unido a la arquidiócesis.

## Estadísticas
De acuerdo al Anuario Pontificio 2021 la arquidiócesis tenía a fines de 2020 un total de 194 500 fieles bautizados.
| Año                                                                             | Población            | Población | Población      | Sacerdotes | Sacerdotes    | Sacerdotes    | Bautizados por sacerdote | Diáconos permanentes | Religiosos | Religiosos | Parroquias |
| Año                                                                             | Bautizados católicos | Total     | % de católicos | Total      | Clero secular | Clero regular | Bautizados por sacerdote | Diáconos permanentes | Varones    | Mujeres    | Parroquias |
| ------------------------------------------------------------------------------- | -------------------- | --------- | -------------- | ---------- | ------------- | ------------- | ------------------------ | -------------------- | ---------- | ---------- | ---------- |
| 1950                                                                            | 108 000              | 110 000   | 98.2           | 70         | 57            | 13            | 1542                     |                      | 17         | 120        | 32         |
| 1968                                                                            | 110 000              | 150 000   | 73.3           | 44         | 14            | 30            | 2500                     |                      | 42         | 178        | 25         |
| 1980                                                                            | 339 000              | 462 000   | 73.4           | 147        | 89            | 58            | 2306                     |                      | 77         | 267        | 169        |
| 1990                                                                            | 299 000              | 457 000   | 65.4           | 149        | 100           | 49            | 2006                     |                      | 69         | 234        | 169        |
| 1999                                                                            | 290 000              | 390 000   | 74.4           | 154        | 101           | 53            | 1883                     |                      | 71         | 206        | 172        |
| 2000                                                                            | 230 000              | 300 000   | 76.7           | 123        | 66            | 57            | 1869                     |                      | 77         | 195        | 89         |
| 2001                                                                            | 198 500              | 279 500   | 71.0           | 106        | 61            | 45            | 1872                     |                      | 52         | 193        | 89         |
| 2002                                                                            | 198 300              | 289 050   | 68.6           | 110        | 62            | 48            | 1802                     |                      | 54         | 190        | 90         |
| 2003                                                                            | 213 650              | 266 800   | 80.1           | 111        | 64            | 47            | 1924                     |                      | 53         | 186        | 90         |
| 2004                                                                            | 213 650              | 266 800   | 80.1           | 107        | 67            | 40            | 1996                     |                      | 47         | 178        | 90         |
| 2010                                                                            | 213 650              | 266 800   | 80.1           | 120        | 76            | 44            | 1780                     |                      | 50         | 164        | 90         |
| 2014                                                                            | 213 650              | 266 800   | 80.1           | 122        | 83            | 39            | 1751                     | 1                    | 43         | 159        | 90         |
| 2017                                                                            | 212 000              | 264 600   | 80.1           | 132        | 88            | 44            | 1606                     | 1                    | 49         | 152        | 90         |
| 2020                                                                            | 194 500              | 252 655   | 77.0           | 124        | 80            | 44            | 1568                     |                      | 49         | 148        | 90         |
| Fuente: Catholic-Hierarchy, que a su vez toma los datos del Anuario Pontificio. |                      |           |                |            |               |               |                          |                      |            |            |            |

## Episcopologio
- Celso Costantini † (30 de abril de 1920-12 de agosto de 1922 nombrado delegado apostólico en China)
- Isidoro Sain, O.S.B. † (17 de septiembre de 1922-28 de enero de 1932 falleció)
- Antonio Santin † (10 de agosto de 1933-16 de mayo de 1938 nombrado obispo de Trieste y Koper)
- Ugo Camozzo † (17 de agosto de 1938-13 de enero de 1948 nombrado arzobispo de Pisa)
  - Sede vacante (1948-1969)
- Viktor Burić † (20 de agosto de 1969-18 de abril de 1974 retirado)
- Josip Pavlišić † (18 de abril de 1974 por sucesión-5 de enero de 1990 retirado)
- Anton Tamarut † (5 de enero de 1990 por sucesión-28 de junio de 2000 falleció)
- Ivan Devčić, desde el 17 de noviembre de 2000